# Trattato di amicizia e commercio anglo-giapponese
Il trattato di amicizia e commercio anglo-giapponese (日英修好通商条約?, Nichi-Ei Shūkō Tsūshō Jōyaku) fu un trattato firmato il 26 agosto 1858 da James Bruce, VIII conte di Elgin e dai rappresentanti giapponesi del bakufu dello shogunato Tokugawa. Oggi viene considerato uno dei trattati ineguali, poiché il Giappone venne trattato alla stregua di una colonia.

## Storia
Il trattato di amicizia anglo-giapponese stipulato quattro anni prima non aveva riscosso molto successo presso i britannici, che ritenevano di non aver guadagnato nulla di importante da quell'accordo. Inoltre la faccenda era complicata dall'ultimo articolo del testo che rendeva difficile una modifica successiva dello stesso.
Approfittando della consegna di una nave da guerra i britannici inviarono una flotta in Giappone e riuscirono, tramite la pressione militare, a far firmare ai giapponesi un trattato più pesante del precedente. In questo testo, oltre ad ottenere l'apertura dei porti di Hakodate, Kanagawa, Nagasaki (dal 1º luglio 1859) e Kōbe (dal 1º gennaio 1863), i britannici ottennero alcuni importanti diritti, tra cui quello di extraterritorialità dei propri cittadini sul suolo giapponese. Proprio quest'ultimo sarà la causa scatenante dell'incidente di Namamugi.